# 薩家灣

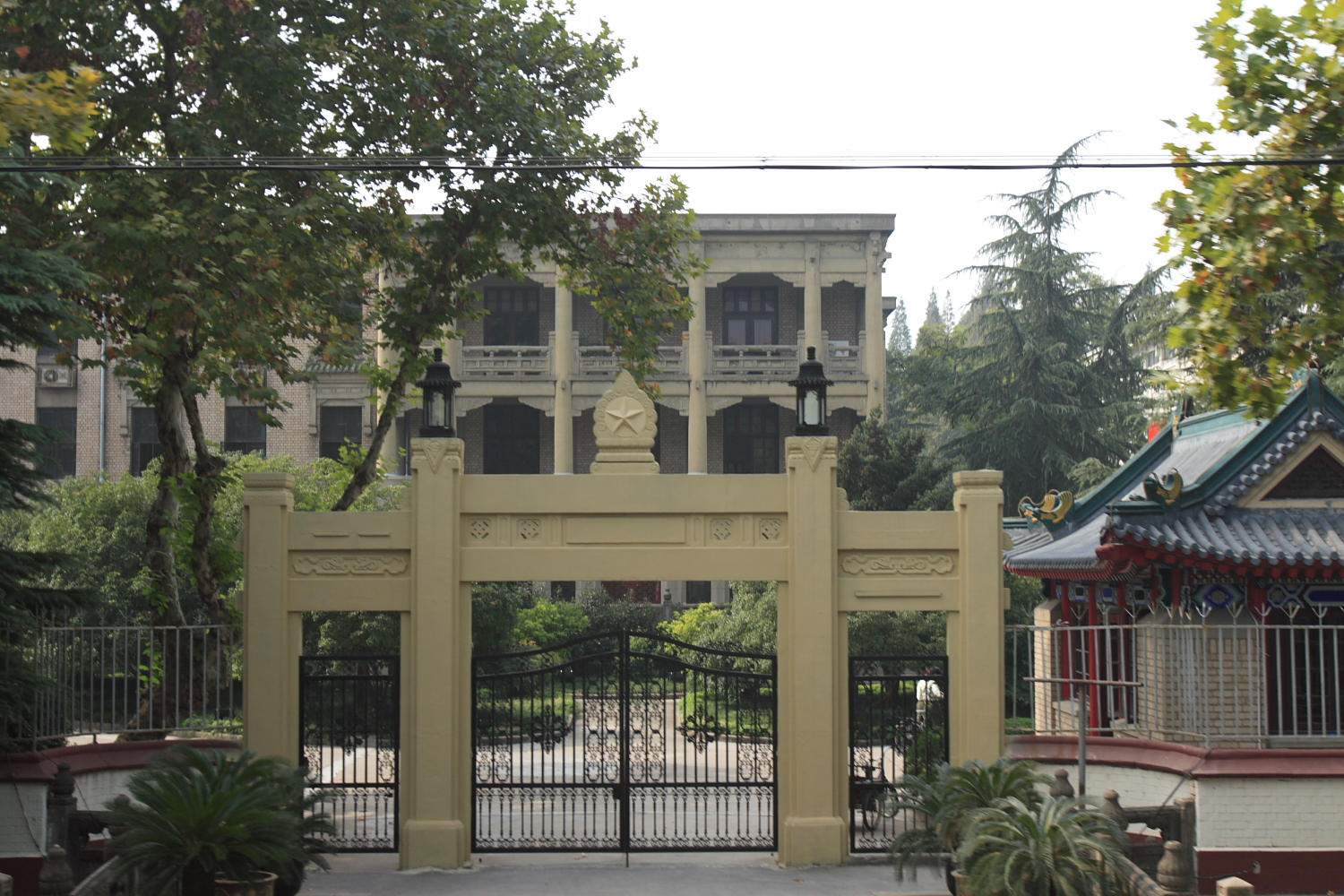
国民政府交通部旧址

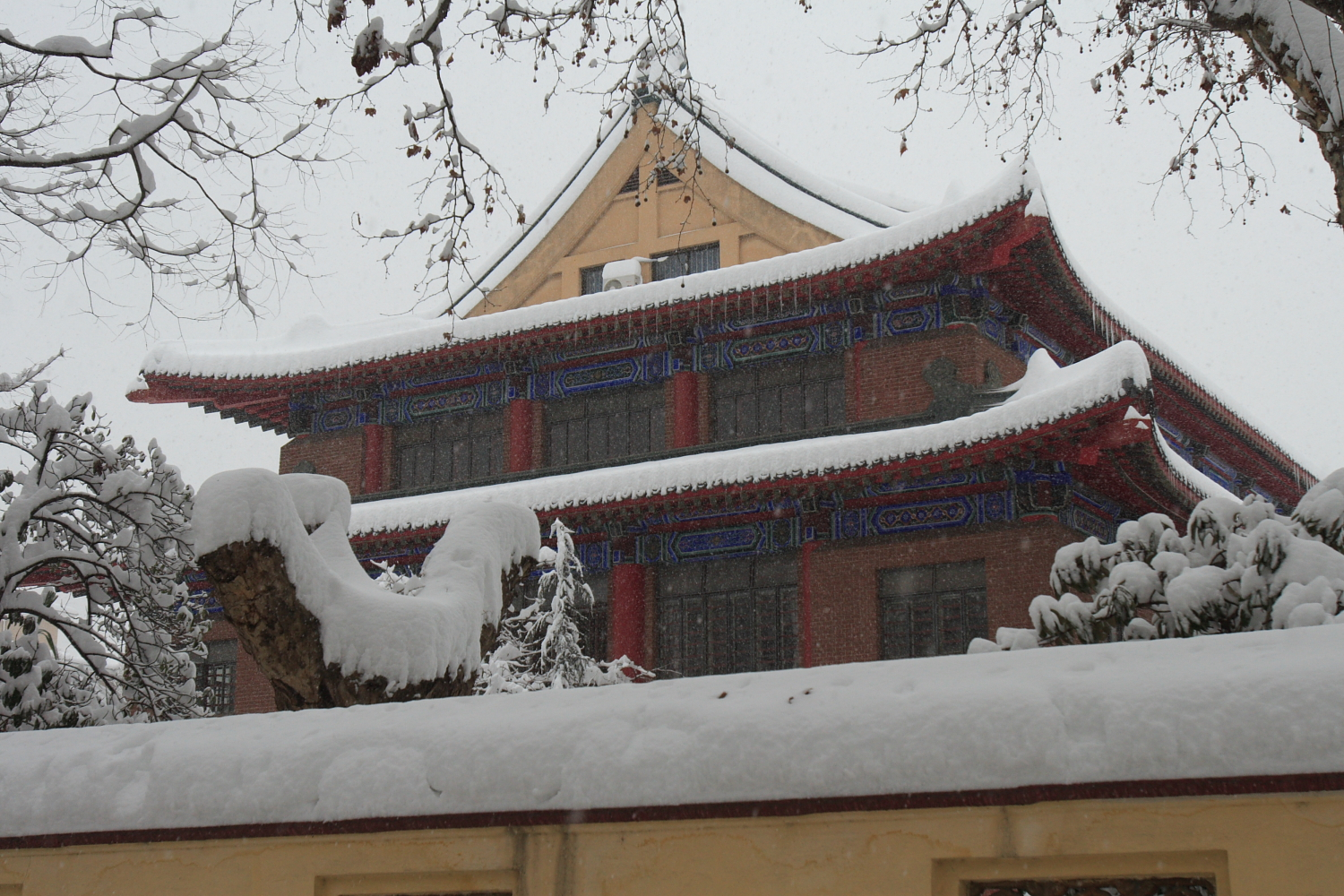
国民政府行政院旧址

薩家灣是南京市鼓樓區的一個地點，亦是中國近代史上的較為重要的地點。薩家灣位於南京中山北路附近，中山北路是为1929年孫中山先生奉安大典所修建。1930年代，中山北路薩家灣段东西两侧建造了铁道部大楼（今中山北路254号）和交通部大楼（今中山北路303、305号）。抗戰勝利後，國民政府行政院迁至原铁道部大楼。目前，國民政府行政院舊址和交通部旧址均作为原国民政府旧址的一部分，被列为全国重点文物保护单位，并且皆属于中国人民解放军国防大学政治学院。
经行中山北路的多条公交线路均设有薩家灣站。